# 6SN7

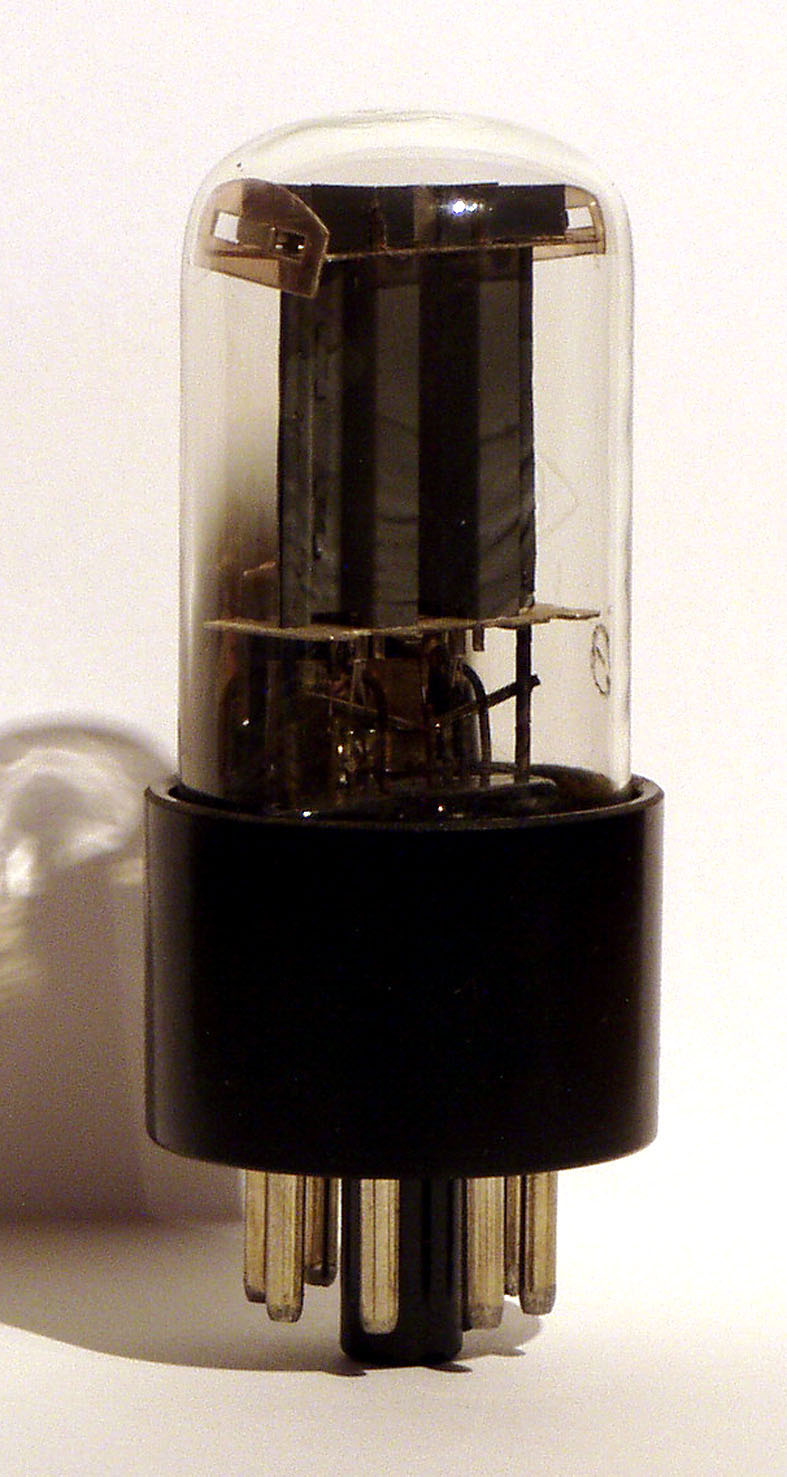
Válvula 6SN7 da Philips da década de 1980

6SN7 é uma válvula termiônica duplo tríodo, com uma base octal de 8 pinos. Ao contrário da série 6S-- de válvula termiônica, que possuem geralmente encapsulamento metálico, o 6SN7 é geralmente encontrada apenas com encapsulamento de vidro tamanho GT.  O 6SN7 é basicamente dois triodos  6J5 em um único encapsulamento

## Fabricantes
- Philips
- General Electric
- Electro-Harmonix